# Argemone platyceras
Argemone platyceras Link & Otto – gatunek rośliny z rodziny makowatych (Papaveraceae Juss.). Występuje naturalnie we wschodniej części Meksyku.

## Morfologia

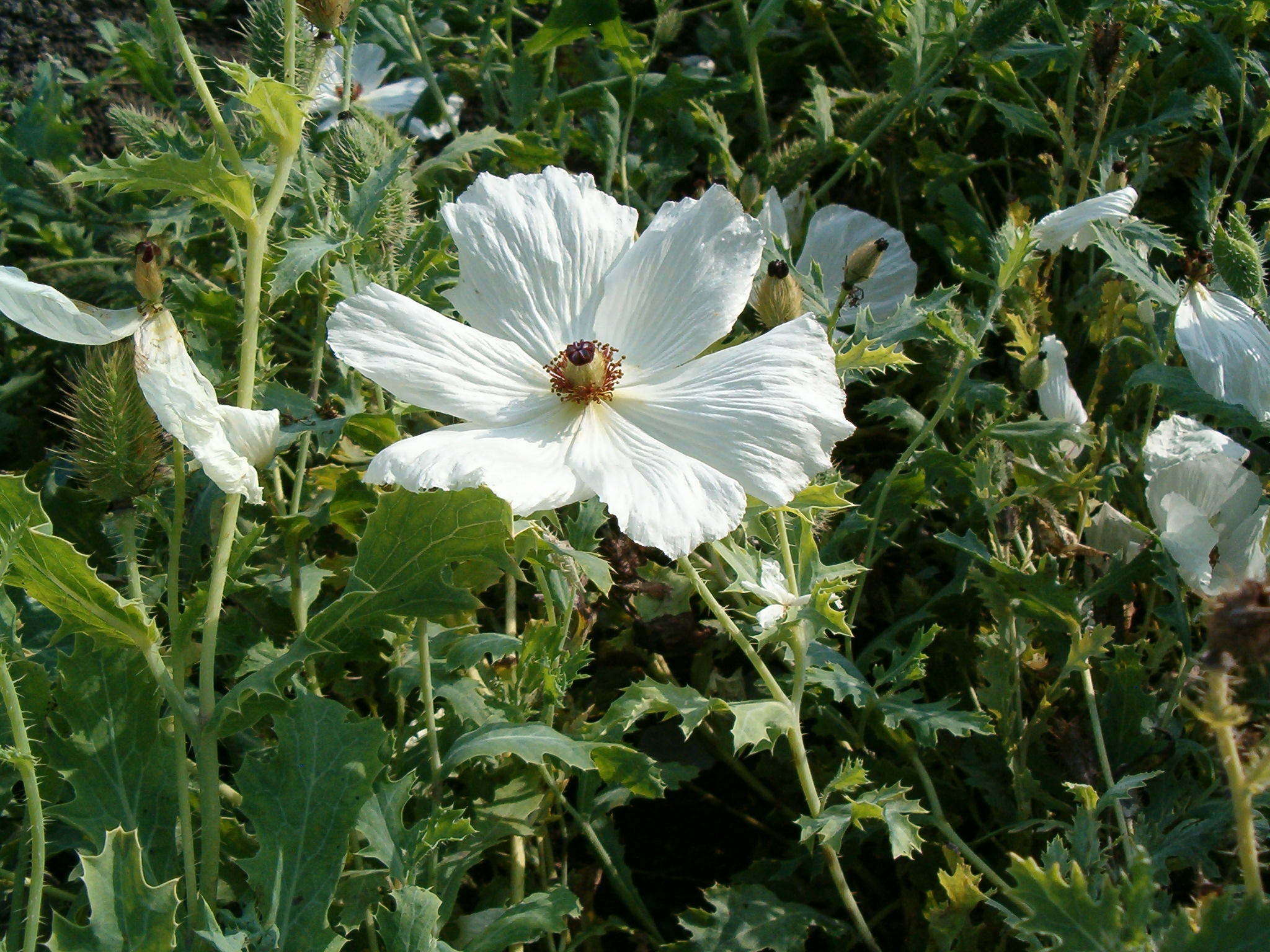
Okaz w Berlińskim Ogrodzie Botanicznym

PokrójRoślina jednoroczna lub bylina dorastająca do 30–80 cm wysokości. Łodyga jest pokryta kolcami.
LiścieMają kształt od lancetowatego do eliptycznego. Mierzą 30 cm długości oraz 13 cm szerokości. Dolne są pierzasto-klapowane. Blaszka liściowa jest kolczasta na brzegu.
KwiatySą zebrane w wierzchotki, rozwijają się na szczytach pędów. Płatki mają klinowy kształt i białą barwę, osiągają do 45–55 mm długości. Kwiaty mają około 75 wolnych pręcików.
OwoceTorebki o jajowato elipsoidalnym kształcie. Osiągają 25–45 mm długości.

## Biologia i ekologia
Rośnie na terenach skalistych, stokach, nieużytkach oraz terenach uprawnych. Występuje na wysokości od 2100 do 2500 m n.p.m. Kwitnie od kwietnia do września.